# Język ukraiński
Język ukraiński (ukr. українська мова, ukrajins’ka mowa) – język z grupy wschodniosłowiańskiej. Szacunki dotyczące liczby osób mówiących po ukraińsku są różne, przez co trudno określić, czy jest bardziej rozpowszechniony od języka polskiego, choć niewątpliwie jest to drugi język wschodniosłowiański pod względem popularności. Używany jest głównie na terenie Ukrainy, gdzie ma status języka urzędowego, a ponad 3/4 mieszkańców zadeklarowało go jako język ojczysty. Występuje także w państwach sąsiednich – jak Rosja, Białoruś, Polska i Mołdawia – oraz dalszych jak Stany Zjednoczone i Kanada.
Język ukraiński obejmuje co najmniej kilkanaście gwar grupowanych w trzy dialekty. Oprócz tego do jego odmian czasem się zalicza:
- języki rusińskie, przez wielu użytkowników oraz językoznawców uznawane za odrębny język lub języki;
- surżyk – potoczny język mieszany powstały z ukraińskiego i rosyjskiego.

Nie licząc powyższych dwóch jednostek językowych, najbliższy językowi ukraińskiemu jest język białoruski; standardowa ukraińszczyzna jest natomiast zaledwie częściowo wzajemnie zrozumiała z językiem rosyjskim.
Ukraiński wyodrębnił się między XIII a XVII wiekiem z języka ruskiego, a w XVIII wieku ukształtował się jego standard literacki. Język ukraiński bywał zwalczany i rusyfikowany w czasach carskich i sowieckich, jednak od czasu niepodległości Ukrainy cieszy się swobodą rozwoju i rosnącą popularnością.
Zapis języka ukraińskiego opiera się na cyrylicy. Powstawały różne jej warianty dla tego języka, a także odmiany łacinki ukraińskiej. Ostatnią zmianą, której uległ alfabet ukraiński, było przywrócenie w latach 90. litery Ґ. Oficjalny kształt języka ustala Narodowa Akademia Nauk Ukrainy. Jest on jednym z głównych przedmiotów badań ukrainistyki.

## Fonetyka
Język ukraiński różni się fonetycznie zarówno od polskiego, jak i pozostałych języków wschodniosłowiańskich.

### Samogłoski

Diagram samogłosek ukraińskich zapisanych w międzynarodowym alfabecie fonetycznym (ang. IPA)

W języku ukraińskim występuje 6 samogłosek, z których wszystkie są ustne [a ɛ ɔ i ɪ u]. Układ ten jest zbliżony do polskiego, jednak niektóre cechy są wspólne z językami czeskim lub rosyjskim. Do najważniejszych cech języka literackiego można zaliczyć:
- brak iloczasu – jak w polskim i rosyjskim, a w przeciwieństwie do czeskiego i słowackiego;
- zanik samogłosek nosowych, które przeszły w [u] lub [a] – podobnie jak w rosyjskim i białoruskim;
- utrata właściwości zmiękczającej poprzednią spółgłoskę przez prasłowiańskie [ɛ] i [i] z jednoczesnym przejściem [i] w [ɪ] – praktycznie identyczne zjawisko zaszło w czeskim, w odróżnieniu od polskiego, białoruskiego, rosyjskiego i słowackiego;
- podobnie jak w czeskim, zlanie się prasłowiańskich [i] i [ɨ] w jedną, specyficzną dla tych języków samogłoskę pośrednią [ɪ];
- pojawienie się nowego [i], głównie z prasłowiańskich głosek ě (jać) i ē (długie e) oraz nowo powstałych długich ē i ō[potrzebny przypis];
- wymiana głosek [ɔ]:[i], nieco podobna do polskiej i czeskiej [ɔ]:[u], chociaż występująca według odmiennej reguły ([ɔ] w sylabach otwartych, [i] w sylabach zamkniętych);
- analogiczna wymiana [ɛ]:[i];
- występowanie [ɪ] na początku wyrazu – niemożliwe w polskim i rosyjskim;
- modyfikacja barwy samogłosek pod wpływem akcentu, np.:
  - końcowe akcentowane [ɪ] zbliża się do [ɛ][potrzebny przypis];
  - akcentowane [ɔ] zbliża się do [wo];
  - w sylabach przedakcentowych samogłoski mają tendencję do redukcji do [ə][potrzebny przypis];
- brak jednak akania – jak w językach zachodniosłowiańskich, a w opozycji do pozostałych wschodniosłowiańskich.

### Spółgłoski
W języku ukraińskim występuje ponad 40 spółgłosek. W poniższej tabeli uwzględniono alofony, a w nawiasach umieszczono spółgłoski koartykułowane:
| sposób artykulacji | sposób artykulacji | miejsce artykulacji | miejsce artykulacji | miejsce artykulacji | miejsce artykulacji | miejsce artykulacji | miejsce artykulacji | miejsce artykulacji | miejsce artykulacji | miejsce artykulacji |
| sposób artykulacji | sposób artykulacji | wargowe             | wargowe             | zębowo-dziąsłowe    | zębowo-dziąsłowe    | zadziąsłowe         | zadziąsłowe         | podniebienne        | miękkopodniebienne  | krtaniowe           |
| sposób artykulacji | sposób artykulacji | dwuwargowe          | wargowo-zębowe      | twarde              | miękkie             | twarde              | miękkie             | podniebienne        | miękkopodniebienne  | krtaniowe           |
| ------------------ | ------------------ | ------------------- | ------------------- | ------------------- | ------------------- | ------------------- | ------------------- | ------------------- | ------------------- | ------------------- |
| nosowe             | nosowe             | m                   |                     | n                   | nʲ                  |                     |                     |                     |                     |                     |
| obstruenty         | zwarte             | p b                 |                     | t d                 |                     |                     |                     | c ɟ                 | k g                 |                     |
| obstruenty         | zwarto-szczelinowe |                     |                     | t͡s d͡z               | ʨ ʥ                 | t͡ʃ d͡ʒ               | ʧʲ ʤʲ               |                     |                     |                     |
| obstruenty         | szczelinowe        | β                   | f v                 | s z                 | sʲ zʲ               | ʃ ʒ                 | ʃʲ ʒʲ               | ç ʝ                 | x ɣ                 | ɦ                   |
| aproksymanty       | aproksymanty       | ʋ (w)               |                     | l (ɫ)               |                     |                     |                     | ʎ j                 |                     |                     |
| drżące             | drżące             |                     |                     | r                   | rʲ                  |                     |                     |                     |                     |                     |

Kilka z tych spółgłosek nie jest obecnych w standardowej polszczyźnie: [c ɟ β ç ʝ ɦ ʋ].
Ukraiński system spółgłoskowy jest najbliższy słowackiemu; ma pewne cechy wspólne z polskim i czeskim, natomiast jest on dość odległy od rosyjskiego. Jego cechy charakterystyczne to:
- współwystępowanie miękkich (podniebiennych) spółgłosek zwartych ze zwarto-szczelinowymi[potrzebny przypis]; rozróżnienie [c], [ɟ] od [ʨ], [ʥ] jest wyjątkowe wśród języków słowiańskich;
- istnienie rzadkiej głoski [rʲ] (miękkie [r]) – w opozycji do języków zachodniosłowiańskich, a jednocześnie stwardnienie [rʲ] do [r] przed spółgłoską i na końcu wyrazu – w opozycji do rosyjskiego;
- wymowa prasłowiańskiego [v] nie jako głoski szczelinowej wargowo-zębowej, jak w większości języków słowiańskich, ale jako głoski dwuwargowej [β] lub wargowo-zębowej półotwartej [ʋ];
- jednoczesne istnienie głosek [ɡ] i [ɦ], przy czym w wyrazach rodzimych na miejscu prasłowiańskiego [ɡ] występuje [ɦ] – jak w językach czeskim i słowackim, a w opozycji do polskiego i rosyjskiego, w których zasadniczo występuje wyłącznie [ɡ];
- istnienie wszystkich czterech wariantów wymowy prasłowiańskiego [l]: twardego [ɫ], miękkiego [ʎ], średniego [l] i półsamogłoskowego [w][potrzebny przypis] (w pozostałych językach słowiańskich występują zwykle tylko dwa wybrane);
- przejście miękkich [pʲ], [bʲ], [fʲ], [vʲ], [mʲ] w twarde [p], [b], [f], [v], [m] lub (przed samogłoską) w dwugłoski [pj], [bj], [fj], [vj], [mj];
- przejście [ɫ] na końcu wyrazu i przed spółgłoską w [w] – podobne zjawisko zaszło w słowackim, niektórych dialektach czeskiego i słoweńskim;
- zasadniczo twarda wymowa [ʧ] i [ʃʧ] jak w języku polskim – w opozycji do miękkiej wymowy rosyjskiej;
- istnienie obok głosek twardych [ʃ], [ʧ], [ʒ], [ʤ] ich miękkich wariantów [ʃʲ], [ʧʲ], [ʒʲ], [ʤʲ] (ale wyłącznie jako alofonów – przed [i], przed spółgłoskami miękkimi, w wyniku asymilacji z następującym [j]) – nie występujących w języku rosyjskim, a w polskim wyłącznie w najnowszych zapożyczeniach;
- istnienie długich spółgłosek miękkich – cecha wyjątkowa[potrzebny przypis];
- wymiana spółgłosek [ʋ]/[w] i [j] z samogłoskami [u] i [i], w zależności od położenia w obrębie zgłoski, zgodnie z regułą łatwiejszej wymowy (samogłoskowa w nagłosie, spółgłoskowa w pozostałych przypadkach);
- najmniejsza wśród języków słowiańskich tendencja do ubezdźwięczniania (w języku literackim całkowity brak, dialekty na skrajnym zachodzie i skrajnym wschodzie wykazują ograniczone ubezdźwięcznianie);
- przechodzenie miękkości na poprzedzającą spółgłoskę, choć nie tak daleko posunięte, jak w polskim i białoruskim;
- wymowa połączeń z i, j typu ziścić, stacja jak po polsku – w opozycji do wymowy rosyjskiej.

### Akcent
Akcent wyrazowy w języku ukraińskim jest:
- swobodny, tj. występuje w różnych miejscach słowa – to, czy sylaba jest akcentowana, nie wynika z jej pozycji;
- dystynktywny, tzn. może on różnicować znaczenia[9], inaczej niż w języku polskim;
- ruchomy – różne formy fleksyjne mogą mieć akcent w różnych miejscach.

Zasadniczo można wyróżnić:
- akcent na przedrostku wyrazu;
- akcent na konkretnej sylabie z tematu wyrazu (liczonej od jego początku);
- akcent na pierwszej sylabie końcówki;
- akcent na ostatniej sylabie wyrazu.

W porównaniu z innymi językami słowiańskimi z akcentem swobodnym (rosyjskim, serbsko-chorwackim) akcent ukraiński wykazuje dużą stałość morfologiczną, tzn. rzadko zmienia się w różnych formach tego samego wyrazu oraz w różnych wyrazach z tej samej rodziny. Zmiany akcentu są zwykle przewidywalne i odbywają się najczęściej według jednego z następujących schematów:
- wiele rzeczowników jedno- i dwusylabowych przenosi akcent z tematu na końcówkę i odwrotnie przy zmianie liczby z pojedynczej na mnogą;
- niektóre rzeczowniki jedno- i dwusylabowe rodzaju męskiego z akcentem na ostatniej sylabie w wołaczu przenoszą akcent na pierwszą sylabę;
- spora liczba przymiotników dwusylabowych ma akcent na końcówce, podczas gdy odpowiadający im przysłówek na temacie;
- nieliczne przymiotniki dwusylabowe różnią się akcentem z odpowiadającymi im rzeczownikami;
- część czasowników ma w bezokoliczniku i pierwszej osobie liczby pojedynczej (czasem również w trybie rozkazującym) akcent na końcówce, a w pozostałych formach przesuwa się on na temat;
- zaimki osobowe i wskazujące przenoszą akcent z ostatniej sylaby na pierwszą, kiedy są poprzedzone przyimkiem.

Należy zwrócić uwagę, że akcent w analogicznych słowach ukraińskich i rosyjskich dość często różni się lub wykazuje inny typ zmienności.

## Pisownia
Język ukraiński zwykle jest zapisywany alfabetem cyrylickim. Ortografia ukraińska ma dwie cechy odróżniające ją np. od pisowni polskiej:
- jest jednoznaczna – nie ma w niej homografii;
- nie ma w niej homofonów, tzn. pisownię można wywnioskować z samego brzmienia.

### Alfabet
Cyrylica ukraińska ukształtowana w latach 90. XX wieku obejmuje 34 znaki:
- 6 przedstawia same samogłoski,
- 22 – same spółgłoski,
- 4 – tzw. litery jotowane – samogłoski poprzedzone spółgłoską /j/ lub zmiękczeniem sąsiedniej spółgłoski,
- używa się też znaku zmiękczenia oraz apostrofu.

Kolorem zaznaczono te litery kursywne, które różnią się od pisma prostego więcej niż tylko pochyleniem. W piśmie ręcznym różnice te są jeszcze większe; por. artykuł rosyjska kursywa.
| znak         | znak    | brzmienie (IPA) | latynizacje         | latynizacje            |
| pismo proste | kursywa | brzmienie (IPA) | transkrypcja polska | transkrypcja angielska |
| ------------ | ------- | --------------- | ------------------- | ---------------------- |
| А а          | А а     | a               | a                   | a                      |
| Б б          | Б б     | b               | b                   | b                      |
| В в          | В в     | β, ʋ, w         | w                   | v                      |
| Г г          | Г г     | ɦ               | h                   | h                      |
| Ґ ґ          | Ґ ґ     | g               | g                   | g                      |
| Д д          | Д д     | d               | d                   | d                      |
| Е е          | Е е     | ɛ               | e                   | e                      |
| Є є          | Є є     | jɛ, ɛ           | je, ie, e           | ye                     |
| Ж ж          | Ж ж     | ʒ               | ż                   | zh                     |
| З з          | З з     | z               | z                   | z                      |
| И и          | И и     | ɪ               | y                   | y                      |
| І і          | І і     | i               | i                   | i                      |
| Ї ї          | Ї ї     | ji              | ji                  | yi                     |
| Й й          | Й й     | j, ç, ʝ         | j                   | y                      |
| К к          | К к     | k               | k                   | k                      |
| Л л          | Л л     | ɫ, l            | ł, l                | l                      |
| М м          | М м     | m               | m                   | m                      |
| Н н          | Н н     | n               | n                   | n                      |
| О о          | О о     | ɔ               | o                   | o                      |
| П п          | П п     | p               | p                   | p                      |
| Р р          | Р р     | r               | r                   | r                      |
| С с          | С с     | s               | s                   | s                      |
| Т т          | Т т     | t               | t                   | t                      |
| У у          | У у     | u               | u                   | u                      |
| Ф ф          | Ф ф     | f, v            | f                   | f                      |
| Х х          | Х х     | x, ɣ            | ch                  | kh                     |
| Ц ц          | Ц ц     | t͡s              | c                   | c                      |
| Ч ч          | Ч ч     | t͡ʃ              | cz                  | ch                     |
| Ш ш          | Ш ш     | ʃ               | sz                  | sh                     |
| Щ щ          | Щ щ     | ʃt͡ʃ             | szcz                | shch                   |
| Ь ь          | Ь ь     | –               | ´, i                | '                      |
| Ю ю          | Ю ю     | ju, u           | ju, iu, u           | yu                     |
| Я я          | Я я     | ja, a           | ja, ia, a           | ya                     |
| ’            | ’       | –               | (pomija się)        | ’                      |

Oprócz tego w podręcznikach i słownikach wprowadza się czasem akcentowane litery samogłosek, oznaczane akutem: а́ е́ є́ и́ і́ ї́ о́ у́ ю́ я́. Jest to potrzebne do jednoznaczności zapisu, ponieważ akcent wyrazowy w języku ukraińskim jest ruchomy.

### Dwuznaki i trójznaki[11]
- „ДЖ” i „ДЗ” oznaczają pojedyncze spółgłoski zwarto-szczelinowe, podobnie jak polskie „dż” i „dz”;
- podwójne spółgłoski wymawiane są jak jedna długa spółgłoska;
- jeśli zaraz po literach spółgłosek występują є, і, ю, я, ь, to oznacza to spółgłoski miękkie:

| zmiękczane znaki | IPA  | transkrypcja polska |
| ---------------- | ---- | ------------------- |
| Д д              | ɟ    | d’                  |
| Ж ж              | ʒʲ   | ź                   |
| З з              | zʲ   | ź                   |
| Л л              | l, ʎ | l                   |
| Н н              | nʲ   | ń                   |
| Р р              | rʲ   | r’                  |
| С с              | sʲ   | ś                   |
| Т т              | c    | t’                  |
| Ц ц              | ʨ    | ć                   |
| Ч ч              | ʧʲ   | ć                   |
| Ш ш              | ʃʲ   | ś                   |
| ДЖ дж            | ʤʲ   | dź                  |
| ДЗ дз            | ʥ    | dź                  |

### Użycie apostrofu
Pisze się go przed я, ю, є, ї:
- po spółgłoskach wargowych б, п, в, м, ф, chyba że przed nimi znajduje się należąca do tematu spółgłoska inna niż р:
  - б’ю, п’ять, у здоров’ї, м’ясо, Стеф’юк
    - мавпячий

  - торф’яний
  - зв’язок
- po р, z wyjątkiem ря, рю, рє wymawianych jak /rʲa/, /rʲu/, /rʲɛ/:
  - бур’ян
    - буряк
- po przedrostkach (również w wyrazach obcych):
  - без’язикий, від’їзд, з’єднаний, ад’юнкт
  - ale z nazwami własnymi używa się dywizu: пів-Європи
- po б, п, в, м, ф, г, к, х, ж, ч, ш, р w wyrazach obcych, jeżeli я, ю nie oznaczają zmiękczenia:
  - б’єф, Іх’ямас
    - бязь, Мюллер

Apostrofu nie pisze się przed йо: Воробйов.

## Gramatyka

### Części mowy
W języku ukraińskim – podobnie jak w polszczyźnie – występuje 10 części mowy (части́на мо́ви):
- 5 odmiennych: rzeczownik (іме́нник), przymiotnik (прикме́тник), liczebnik (числівник), zaimek (займе́нник), czasownik (дієсло́во);
- 5 nieodmiennych: przysłówek (прислівник), przyimek (прийме́нник), partykuła (ча́стка), spójnik (сполу́чник), wykrzyknik (ви́гук).

Ukraińskie rzeczowniki dzielą się na trzy rodzaje gramatyczne (рід): męski (чоловічий), żeński (жіно́чий) i nijaki (сере́дній). Jest to prostszy podział niż w języku polskim, dzielącym dodatkowo rzeczowniki męskie.
Przymiotnik i przysłówki mają po trzy stopnie (ступенюва́ння): równy (звича́йний), wyższy (ви́щий) i najwyższy (найви́щий), podobnie jak w polszczyźnie.

### Deklinacja
Ukraińskie rzeczowniki, przymiotniki, liczebniki oraz część zaimków odmieniają się – podobnie jak w języku polskim – przez:
- dwie liczby (число́) – pojedynczą (однина́) i mnogą (множина́), choć wyjątkowo zdarza się też liczba podwójna;
- siedem przypadków (відмінок): mianownik (називни́й), dopełniacz (родови́й), celownik (дава́льний), biernik (знахідний), narzędnik (ору́дний), miejscownik (місце́вий) i wołacz (кли́чний). Występowanie tego ostatniego to cecha wspólna z językiem rusińskim, odróżniająca je od języków białoruskiego i rosyjskiego.

Rzeczowniki dzieli się na cztery wzorce deklinacji (відміна), czyli mniej niż w języku polskim.

### Koniugacja
Czasowniki ukraińskie dzielą się według aspektu (вид) – może być dokonany (доконаний) albo niedokonany (недоконаний). Odmieniają się przez sześć kategorii gramatycznych: osobę, rodzaj (рід), liczbę (число́), czas (час), tryb (спо́сіб) i stronę (стан). Formy czasownika dzielą się na osobowe i nieosobowe – odmienne przez osobę lub nie.
W języku ukraińskim występują cztery podstawowe czasy:
- teraźniejszy (теперішній) (tylko czasowniki niedokonane): читає (czyta);
- przeszły (минулий): читав (czytał);
- dwa czasy przyszłe (майбутній):
  - dla czasowników dokonanych: прочитає (przeczyta);
  - dla czasowników niedokonanych (występuje w dwóch równorzędnych formach[13]): буде читати, читатиме (będzie czytać).

Czas zaprzeszły (давномину́лий) we współczesnym języku ukraińskim – podobnie jak w polszczyźnie – jest w zasadzie nieużywany. Obecnie jego użycie uchodzi za archaiczne. W języku potocznym nie jest używany praktycznie wcale; pojawić się może jedynie w stylu literackim.
Wyróżnia się dwa wzorce koniugacji (дієвідміна), czyli mniej niż w polszczyźnie.

### Składnia
Domyślny szyk zdania to podmiot–orzeczenie–dopełnienie (ang. SVO), jednak może być inny, co wpływa na akcent zdaniowy.

## Dialekty
Dialekty północne
     Dialekty południowo-wschodnie
     Dialekty południowo-zachodnie

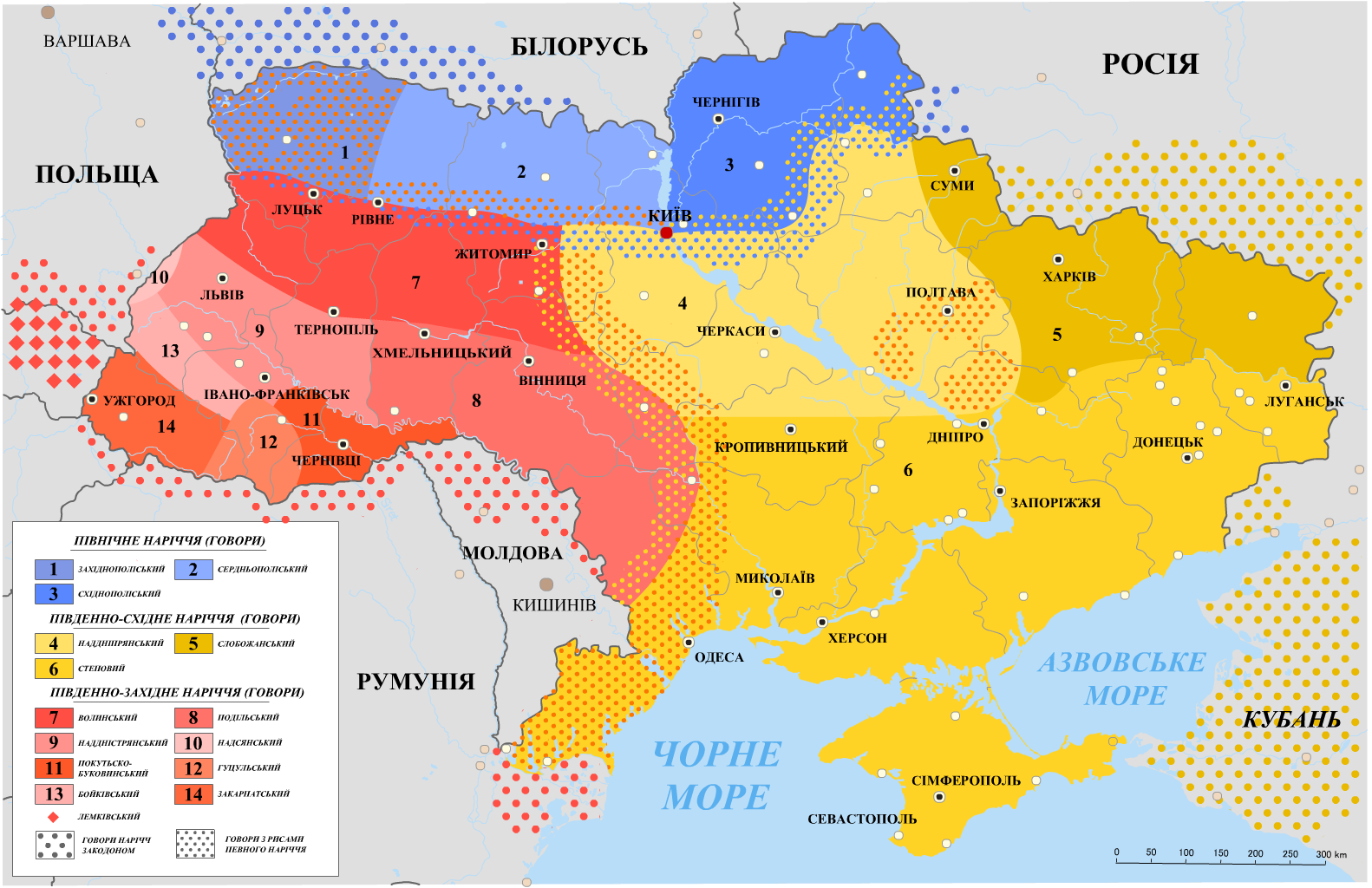
Dialekty północne
Dialekty południowo-wschodnie
Dialekty południowo-zachodnie

Język ukraiński dzieli się na trzy zespoły dialektów (patrz obrazek):
- północne – gwary wschodniopoleskie, środkowopoleskie, zachodniopoleskie, podlaskie;
- południowo-wschodnie – gwary środkowonaddnieprzańskie, słobożańskie, stepowe;
- południowo-zachodnie – gwary bojkowskie, łemkowskie, huculskie, podolskie, wołyńskie, zakarpackie, naddniestrzańskie, nadsańskie, pokuckie, bukowińskie.

Główne cechy poszczególnych odmian:
- północna odróżnia się od gwar południowych różnym rozwojem prasłowiańskich *e, *o wzdłużonych zastępczo w sylabach zamkniętych, oraz prasłowiańskiego *ě (we wszystkich pozycjach). Podczas gdy w gwarach południowych przechodzą one wszystkie w i (tzw. ikawizm), tymczasem w gwarach północnych w sylabach nieakcentowanych albo pozostają one jako szerokie e, o albo węższe y, u. Ponadto w tych gwarach w sylabach akcentowanych rezultatem tej przemiany jest nie i jak na południu a rozmaita wymowa dyftongiczna (np. u̯o, u̯e itp.) lub zwykła samogłoska, ale bardziej tylna (np. u, y);
- wschodnia charakteryzuje się bardziej przednią wymową y (zbliżoną do polskiej), niezwelaryzowanym l (również podobnym do polskiego) oraz wymowa ky, hy, xy z twardą spółgłoską.
- zachodnia w porównaniu z grupą wschodnią jest bardziej niejednolita. Charakteryzuje się bardziej cofniętym lub obniżonym y, zwelaryzowanym ł (podobnie jak po rosyjsku) oraz miękką wymową ḱi, x́i (ale zwykle hy).

## Historia
Najdawniejsze ślady języka ukraińskiego pojawiają się już w XII–XIII wieku w tekstach rusko-cerkiewno-słowiańskich, pisanych w zachodniej części południowej Rusi na obszarze halicko-wołyńskim. Na przełomie XIII–XIV w. podstawowe cechy fonetyki ukraińskiej były już ukształtowane.
Współczesny język literacki powstał na przełomie XVIII i XIX w. Prawdziwy przełom nastąpił wraz z publikacją Eneidy Iwana Kotlarewskiego w 1798 r. Wprowadził on do literatury ukraińskiej czysty język ludowy swego macierzystego dialektu połtawskiego. Duży wpływ na stabilizację nowego języka literackiego wywarł również jego dramat Natałka Połtawka.
Duży udział w tym procesie miała również twórczość wybitnego poety ukraińskiego, Tarasa Szewczenki, który oparł swój język na macierzystym dialekcie Kijowszczyzny. Wielki poeta uwzględnił też inne dialekty, a nawet stare elementy języka pisanego wraz z cerkwizmami. Tak więc ukraiński język literacki oparł się na dialekcie połtawsko-kijowskim, który już w XVII w. stał się jednym z najważniejszych dialektów ukraińskich, a jego cechy rozszerzyły się na pozostałe dialekty. Odmianę zachodnią reprezentują m.in. utwory Iwana Franki.
Slawista Josef Dobrovský uznał w swoich pracach, że język ukraiński nie jest językiem samodzielnym i zaliczył go wraz z białoruskim do rosyjskiej grupy językowej. Wywołało to sprzeciw uczonych ukraińskich, m.in. Iwana Mohylnyckiego, którzy opierając się na tezie Jerneja Kopitara z 1816 dowodzili samodzielności języka ukraińskiego i jego odrębności od polskiego czy rosyjskiego, przyjmując również jego tezę, że język literacki powinien rozwijać się na bazie języka ludowego. Pogląd o samodzielności języka ukraińskiego ugruntował ostatecznie Pavol Jozef Šafárik w 1842 w swojej pracy Slovanský národopis.
W latach 50. XIX wieku ukraiński ruch narodowy znajdował się pod patronatem hierarchii unickiej, która pragnęła przeciwstawić się ekspansji języka polskiego. Nie mogąc przeciwstawić mu języka ludowego, który uważano za niedostatecznie wyrobiony, wybrano język staro-cerkiewno-słowiański. Jednak próby te skończyły się fiaskiem. Dlatego też część tzw. starorusinów zaczęła optować za wprowadzeniem języka rosyjskiego jako języka wspólnego, „różnie tylko przez Wielkorusów i Małorusów wymawianego”. Jego najbardziej znanym orędownikiem był publicysta Bohdan Didycki, który posługiwał się mieszanką rosyjskiego i ukraińskiego z dodatkiem słów polskich i niemieckich, nazywaną przez przeciwników jazyczije (pol. języczysko = żargon). W cerkwi ugrupowanie to starało się usuwać z liturgii wszystkie naleciałości łacińskie. Opór ten dodatkowo spowodowały usiłowania namiestnika Agenora Gołuchowskiego w latach 1849–1859 wprowadzenia do języka ukraińskiego alfabetu łacińskiego (wojna ortograficzna). Dopiero interwencja rządu w Wiedniu zakończyła te spory – dekretem ministra dworu cesarskiego z 24 marca 1861 r. zagwarantowano Rusinom w Galicji i na Bukowinie swobodę rozwoju ich mowy i literatury tak, jak sami uznają za odpowiednie.
30 maja 1876 car Aleksander II Romanow podczas pobytu w Bad Ems wydał akt prawny, tzw. ukaz emski, zabraniający drukowania książek w języku ukraińskim, a także używania nazwy „Ukraina”.

### Procesy historyczne
Język ukraiński wywodzi się z języka prasłowiańskiego. Należy do grupy wschodniej, ponieważ:
- Występuje w nim pełnogłos, tj. formy typu ToroT, TereT z psłow. TorT, TerT: ukr. борода „broda”, берег „brzeg”, psłow. borda, bergъ.
- Psłow. TolT, TelT zmieniły się zwykle w ToloT: ukr. молоко „mleko”, голова „głowa”; psłow. *melko, *golva.
- Psłow. samogłoski nosowe (ǫ, ę) przeszły w u, a (ja): ukr. дуб „dąb”, зуб „ząb”, п'ять „pięć”; psłow. *dǫbъ, *zǫbъ, *pętь.
- Nagłosowe e- przeszło w o-: ukr. oзepo „jezioro”, oлeнь „jeleń”, ociнь „jesień”, oдин „jeden”; psłow. *ezero, *elenь, *esenь, *edinъ. Ta przedhistoryczna zmiana była żywa jeszcze w XI–XII w., o czym świadczą wykazujące ją pożyczki ze staronordyckiego i z greckiego.
- Psłow. połączenia tj/kt', dj rozwinęły się w č, ž: ukr. свічка „świeca”, ніч „noc”, межа „granica”; psłow. *světja, *noktь, *medja.

Procesy odróżniające ukraiński od innych języków wschodniosłowiańskich:
- Prasłowiańskie ъj, ьj dało w ukraińskim yj, ij: ukr. мию, шия, cлiпий, зoлoтий; psłow. *mъjǫ, *šьja, *slěpъjь, *zoltъjь.
- Rozwój psłow. ě w i: ukr. сніг „śnieg”, гнiздo „gniazdo”, ciнo „siano”, мipa „miara”; psłow. *sněgъ, *gnězdo, *sěno, *měra.
- Ikawizm – zmiana psłow. e i o w i w sylabach zamkniętych: ukr. лiд „lód”, кaмiнь „kamień”, вiз „wóz”, кiнь „koń”; psłow. *ledъ, *kemene, *vozъ, *końь.
- Spłynięcie prasłowiańskich y i i w jedną samogłoskę pośrednią między polskim y i e, np. липa „lipa”, милo „mydło”, дим „dym”; psłow. *lipa, *mydlo, *dymъ.
- Stwardnienie spółgłosek przed e różnego pochodzenia, a także przed prasłowiańskim i (które wskutek tego spłynęło się z y), np. нece (wym. nese), дeнь (wym. deń), тихo (wym. tycho).

## Pokrewieństwo i zapożyczenia
Język ukraiński ze względów geograficznych i historycznych wykazuje naturalne podobieństwo do innych języków wschodniosłowiańskich: większe – do białoruskiego i mniejsze – rosyjskiego.
Słownictwo ukraińskie wykazuje duży i stary wpływ języka polskiego. Najstarsza warstwa zapożyczeń pochodzi z okresu przed unią lubelską i dotyczy terminologii administracyjnej i technicznej – przy czym w niewielkiej liczbie były to wyrazy czysto polskie, a głównie zapożyczenia z czeskiego, niemieckiego i łaciny. Dopiero w drugim okresie (1570–1720) rzeczywiste polonizmy przenikają w dużej ilości do wszystkich dziedzin języka literackiego i potocznego. Trzeci okres dużych wpływów polskich, zasadniczo ograniczony do Galicji, to wiek XIX i początek XX w., zwłaszcza okres polskiej dominacji politycznej po uzyskaniu autonomii w roku 1861.
W pierwszym i trzecim okresie silny był jednocześnie wpływ języka niemieckiego. Za pośrednictwem języków czeskiego i polskiego lub bezpośrednio do ukraińskiego trafiły wówczas takie słowa, jak дах ‛dach’ (niem. Dach), ратуша ‛ratusz’ (niem. Rathaus), зрада ‛zdrada’ (czes. zrada, kalka niem. Verrat), друк ‛druk’ (niem. Druck), двірець ‛dworzec’ (kalka niem. [Bahn]hof). Na wschodzie w XIX i XX w. zapożyczenia trafiały również poprzez rosyjski (Rosja była wówczas pod silnym wpływem kultury niemieckiej), np. рюкзак ‛plecak’ (niem. Rucksack) wobec zachodniego наплiчник (z pol.), a ze wschodu poszerzyły się stopniowo na całą Ukrainę.
Podobieństwa z językiem czeskim mają trojaką genezę. Po pierwsze, są to słowa zapożyczone poprzez polski, np. пан ‛pan’ (czes. pán), костел ‛kościół’ (czes. kostel). Po drugie, wspólne rysy słownikowe i gramatyczne wynikające z częściowego oparcia obu odrodzonych w XIX w. języków literackich na języku cerkiewnosłowiańskim, np. закон ‛prawo’ (czes. zákon). Po trzecie, terminologia utworzona w podobny sposób w czasach austro-węgierskich, np. літак ‛samolot’ (czes. letadlo). Niekiedy występują też podobieństwa gramatyczno-frazeologiczne, np. konstrukcja мав би дати ‛powinien dać’ (czes. měl by dát) czy archaiczna forma celownika na -y: по-чеськи ‛po czesku’ (słow. po česky).
Poprzez niemiecki, czeski i polski trafiały też do ukraińskiego zapożyczenia z łaciny, np. каплиця ‛kaplica’ (z łac. capella).
Dzięki zapożyczeniom ze wszystkich tych źródeł język ukraiński w warstwie słownikowej jest stosunkowo bliski językom zachodniosłowiańskim.
Z epoki kozackiej i ożywionych kontaktów z Chanatem Krymskim pochodzą zapożyczenia z języka tureckiego, jak np. майдан ‛plac’ (tur. meydan). Niektóre z nich zostały zapożyczone dalej do języka polskiego, np. базар ‛targ, bazar’ (tur. pazar).
Po ugodzie perejasławskiej w 1654 r. w języku ukraińskim, szczególnie na wschodzie, pojawiają się wpływy języka rosyjskiego. Rzeczywiste zapożyczenia z nowożytnego języka należy jednak odróżnić od naturalnych cech wspólnych pochodzących z czasów staroruskich. Zapożyczenia te widoczne są przede wszystkim w słownictwie związanym z administracją i postępem cywilizacyjnym. Podział ziem ukraińskich między Rosję i Austro-Węgry spowodował wówczas rozejście się dialektów zachodnich i wschodnich, co widać w takich słowach jak zach. потяг ‛pociąg’ (kalka niem. Zug i czes. vlak) i wsch. поїзд (z ros. поезд), zach. двірець (z niem. przez pol.) i wsch. вокзал (z ros.), zach. заля (niem. Saal przez pol. sala) i wsch. зал (przez ros.) Największa jednak liczba pożyczek rosyjskich pochodzi z czasów ZSRR i związana jest z planową rusyfikacją. Wiele z tych form uchodzi za formę zanieczyszczenia i nie notuje się ich w słownikach, jakkolwiek posługuje się nimi znaczna część użytkowników ukraińszczyzny. Są to np. takie słowa jak віддихати ‛odpoczywać’ (ros. отдыхать, normatywnie: відпочивати), мусор ‛śmieci’ (сміття), машина ‛samochód’ (авто). Do kalk gramatyczno-frazeologicznych należy np. używanie konstrukcji по + celownik. Typowy przykład to powszechny zwrot по заказу (за замовленням lub на замовлення ‛na zamówienie’), który wykazuje aż trzy elementy stanowiące wpływ języka rosyjskiego:
- przyimek по w normatywnej ukraińszczyźnie nie ma takiego znaczenia;
- w normatywnych konstrukcjach по łączy się nie z celownikiem (jak w rosyjskim), lecz z miejscownikiem (z wyjątkiem znaczenia po jakiemu, jak w językach zachodniosłowiańskich);
- w języku ukraińskim rzeczownik заказ nie występował pierwotnie ani w znaczeniu rosyjskim, ani polskim.

W XIX i XX w. przez rosyjski napłynęło do ukraińskiego wiele zapożyczeń z francuskiego, np. форс-мажор ‛siła wyższa’ (z fr. force majeure).
Stosunkowo niewielkie jest pokrewieństwo ukraińskiego z językami południowosłowiańskimi. Jest ono jednak wyraźnie większe niż w przypadku wszystkich innych języków Słowiańszczyzny północnej. Można tu wskazać unikalne podobieństwa:
- słownikowe, np. держава ‛państwo’ (chorw. država, bułg. държава), борошно ‛mąka’ (chorw. brašno, bułg. брашно), мережа ‛sieć’ (chorw. mreža, pol. mereżka jest zapożyczeniem z ukraińskiego), січень ‛styczeń’ (chorw. siječanj) i nowsze залізниця ‛kolej’ (chorw. željeznica, ale też słowacki železnica, czeski železnice);
- gramatyczne, np. czas przyszły prosty tworzony przez dodanie końcówki czasownika posiłkowego do bezokolicznika: писатиму < писати йму ‛będę pisał’, dosł. wezmę pisać (chorw. pisat ću/ću pisati < pisati hoću, dosł. chcę pisać).

## Próbki języka

### Rozmówki[17]
| typ zwrotu                 | zapis ukraiński   | brzmienie        | transkrypcja polska  | znaczenie                                                            |
| -------------------------- | ----------------- | ---------------- | -------------------- | -------------------------------------------------------------------- |
| przywitania                | Дoбpого paнку     |                  | Dobroho ranku        | Dzień dobry (używane rano)                                           |
| przywitania                | Добриранок        |                  | Dobryranok           | Dzień dobry (używane rano, mniej oficjalne)                          |
| przywitania                | Добрий день       |                  | Dobryj deń           | Dzień dobry                                                          |
| przywitania                | Доброго дня       |                  | Dobroho dnia         | Dzień dobry                                                          |
| przywitania                | Добридень         |                  | Dobrydeń             | Dzień dobry (mniej oficjalne)                                        |
| przywitania                | Добрий вечір      |                  | Dobryj weczir        | Dobry wieczór                                                        |
| przywitania                | Доброго вечора    |                  | Dobroho weczora      | Dobry wieczór                                                        |
| przywitania                | Привіт            |                  | Prywit               | Cześć (przywitanie)                                                  |
|                            | Як справи?        |                  | Jak sprawy?          | Jak się masz? Co słychać?                                            |
| Що чу(ва)ти?               |                   | Szczo czu(wa)ty? |                      | Jak się masz? Co słychać?                                            |
| Як ма(є)шся?               |                   | Jak ma(je)szsia? |                      | Jak się masz? Co słychać?                                            |
| pożegnania                 | До побачення      |                  | Do pobaczennia       | Do widzenia                                                          |
| pożegnania                 | До зустрічі       |                  | Do zustriczi         | Do widzenia (mniej oficjalne)                                        |
| pożegnania                 | Бувай             |                  | Buwaj                | Cześć (pożegnanie)                                                   |
| pożegnania                 | Проща(ва)й        |                  | Proszcza(wa)j        | Cześć (pożegnanie)                                                   |
| pożegnania                 | На добраніч       |                  | Na dobranicz         | Dobranoc                                                             |
| inne zwroty grzecznościowe | Перепрошую        |                  | Pereproszuju         | Przepraszam (zwrócenie uwagi, jak ang. excuse me)                    |
| inne zwroty grzecznościowe | Будь ласка        |                  | Bud’ łaska           | Proszę (zechciej; wyraz prośby); drugi wyraz jest zachodnioukraiński |
| inne zwroty grzecznościowe | Прошу             |                  | Proszu               | Proszę (zechciej; wyraz prośby); drugi wyraz jest zachodnioukraiński |
| inne zwroty grzecznościowe | Дякую             |                  | Diakuju              | Dziękuję                                                             |
| inne zwroty grzecznościowe | Нема за що        |                  | Nema za szczo        | Nie ma za co                                                         |
| inne zwroty grzecznościowe | Вибачте           |                  | Wybaczte             | Przepraszam, proszę mi wybaczyć                                      |
| inne zwroty grzecznościowe | Вибач             |                  | Wybacz               | Przepraszam, wybacz (mniej oficjalne)                                |
| inne zwroty grzecznościowe | Нічого страшного  |                  | Niczoho strasznoho   | Nie ma sprawy, dosł. nic strasznego                                  |
| inne zwroty grzecznościowe | Та нічого         |                  | Ta niczoho           | Nie ma sprawy, dosł. nic strasznego                                  |
| życzenia                   | Всього найкращого |                  | Wsioho najkraszczoho | Wszystkiego najlepszego                                              |
| życzenia                   | Всього найліпшого |                  | Wsioho najlipszoho   | Wszystkiego najlepszego                                              |

### Inne przykłady
| tekst ukraiński | transkrypcja polska | wersja polska |
| --- | --- | --- |
| Загальна декларація прав людини | Zahalna dekłaracija praw ludyny | Powszechna deklaracja praw człowieka |
| Стаття 1. Всі люди народжуються вільними і рівними у своїй гідності та правах. Вони наділені розумом і совістю і повинні діяти у відношенні один до одного в дусі братерства. | Stattja 1. Wsi ludy narodżujut’sia wilnymy i riwnymy u swojij hidnosti ta prawach. Wony nadiłeni rozumom i sowistiu i powynni dijaty u widnoszenni odyn do odnoho w dusi braterstwa. | Artykuł 1. Wszyscy ludzie rodzą się wolni i równi pod względem swej godności i swych praw. Są oni obdarzeni rozumem i sumieniem i powinni postępować wobec innych w duchu braterstwa. |